# Михайленко, Яков Иванович
Яков Иванович Михайленко (1864—1943) — российский химик, заслуженный деятель науки и техники РСФСР.

## Биография
Родился 20 августа 1864 года в Киеве.
Окончил Киевский университет (1888) с присвоением звания магистра химии.
С 1901 г. профессор, заведующий кафедрой общей и аналитической химии в Томском технологическом институте.
С 1906 г. экстраординарный профессор, затем и. о. ординарного профессора кафедры «Неорганическая химия», секретарь Химического отделения, и. о. помощника директора, декан Химического отделения.
Также с 1910 г. преподавал химию на высших Сибирских женских курсах, заведовал там лабораторией количественного и качественного анализа.
С 1914 по 1924 г. — зав. кафедрой органической химии, с июля 1920 по январь 1921 г. — ректор Томского технологического института.
С 1924 г. профессор кафедры общей, неорганической и аналитической химии МХТИ.
Умер 13 апреля 1943 г. в Москве.

## Труды
Автор 15 учебных пособий по общей и неорганической химии.
- «К изучению реакции воды в присутствии окиси свинца на бромистые соединения предельных углеводородов»,
- «Об условиях распадения α-оксикислот под влиянием серной кислоты»,
- «Действие цинка на смесь бром-изомасляного эфира и муравьиного эфира»,
- «О связи между упругостью пара растворов и плотностью растворов»;
- «Новый метод определения молекулярного веса по плотности растворов»,
- «О связи между плотностью и осмотическим давлением»,
- «Теория осмотического тока».

#### Статьи
- Михайленко Я. И. К вопросу о соотношении между парциальной плотностью растворителя в растворе и упругостью пара раствора // Известия Томского Технологического Института [Известия ТТИ]. — 1905. — Т. 4, № 1 : Приложение.
- Михайленко Я. И. Демонстрация природы осмотического давления на механической модели: с 3 рис. в тексте // Известия Томского Технологического Института [Известия ТТИ]. — 1910. — Т. 20, № 4.
- Михайленко Я. И. О формулировке и сущности закона химических паев: с 4 рис. в тексте // Известия Томского Технологического Института [Известия ТТИ]. — 1910. — Т. 20, № 4.

## Звания
Доктор химических наук. Заслуженный деятель науки и техники РСФСР.

## Семья
Сын — Юрий Яковлевич Михайленко, доцент МХТИ.
Сын — Андрей Яковлевич Михайленко, доцент МИСИС. 

## Награды
- Орден Святой Анны 3-й степени (1903),
- Орден Святого Станислава (Российская империя) 3-й степени (1899);
- Медаль «В память царствования императора Александра III»,
- Медаль «В память 300-летия царствования дома Романовых»,
- орден Трудового Красного Знамени (17.12.1940) — «в ознаменование 20-летнего юбилея Московского химико-технологического института имени Д. И. Менделеева, за выдающиеся заслуги в деле развития химической науки и подготовки высококвалифицированных инженеров химиков-технологов».